# 鄧悝
鄧悝（1世纪—118年），字叔昭。南阳郡新野县（今河南省新野县）人。东汉人物，邓训第三子，邓骘、邓京、鄧弘的弟弟、和熹皇后邓绥、邓阊的兄長。
汉和帝立邓绥为皇后。邓骘官至虎贲中郎将，邓京、邓悝、邓弘、邓阊担任黄门侍郎。延平元年（106年）四月十九日，汉殇帝任命黄门侍郎邓悝为虎贲中郎将。永初元年（107年）四月，汉安帝将城门校尉邓悝封为叶侯，享有一万户的食邑。邓悝兄弟上疏自陳：「愚闇糞朽，幸得遭值明盛，兄弟充列顯位，並侍帷幄，豫聞政事，無拾遺一言之助，以補萬分，而久在禁省，日月益長，罪責日深，唯陛下哀憐。」元初五年（118年），邓悝、邓阊相继去世，遗言薄葬，不受爵赠，太后听从。封邓悝子邓广宗为叶侯，邓阊子邓忠为西华侯。建光元年（121年），太后邓绥崩，安帝乳母王圣、宦官李闰等诬其生前谋逆，邓广宗废为庶人。